# De schrandere knecht
De slimme knecht of De schrandere knecht is een sprookje uit Kinder- und Hausmärchen met volgnummer KHM162, opgetekend door de gebroeders Grimm. De oorspronkelijke naam is Der kluge Knecht.

## Het verhaal
Een heer mag zich gelukkig prijzen als zijn knecht slim is en naar zijn woorden luistert, maar er niet naar handelt en liever zijn eigen inzichten volgt. Zo'n slimme Hans moest een koe zoeken, maar kwam niet terug. Zijn heer ging hem zoeken en zag hem heen en weer lopen in het veld. Hans zegt dan dat hij niet naar de koe heeft gezocht, maar drie merels heeft gevonden. Eén ziet hij, één hoort hij en op de derde jaagt hij. Hieraan kan de lezer een voorbeeld nemen; doe niet wat de Heer beveelt maar wel wat in je opkomt en waar je zin in hebt.

## Achtergronden bij het sprookje
- Het sprookje is naar de uitleg van psalm 101 door Martin Luther (1535).
- Volgens de gebroeders Grimm kende Luther dit sprookje ook uit mondelinge overlevering.
- De knecht kan even goed smoezen verzinnen als de man in Lief en leed samen delen (KHM170).
- Ook Slimme Hans (KHM32) gaat over een slimme jongen.
- In veel sprookjes trekt de domoor juist aan het langste eind omdat hij andere kwaliteiten heeft, zie Sprookje van iemand die erop uittrok om te leren griezelen (KHM4), Het zingende botje (KHM28), De drie talen (KHM33), De bijenkoningin (KHM62), De drie veren (KHM63), Gelukkige Hans (KHM83), Het aardmanneke (KHM91), De arme molenaarsknecht en het katje (KHM106) en Vogel Grijp (KHM165). De domoor is vaak de derde zoon en heet vaak Hans (denk aan de uitdrukking "zit niet zo te hannessen"). In Russische sprookjes heet hij Iwan. In het heden past hij niet, maar hij zal slagen in de toekomst.
- Het einde is verwant met Luie Hein (KHM164) en Magere Liesje (KHM168).
- Vergelijk ook De uil (KHM174).